# 宮川誠司
宮川 誠司（みやがわ せいじ、1976年2月24日 - ）は、宮崎県出身の日本の舞台俳優、俳優。studio audubon所属。

## 来歴
松濤アクターズギムナジウムの7期生で、舞台俳優としてプロデビュー。デビュー当時は川崎 誠司で活動。蜷川幸雄演出の舞台「幻に心もそぞろ狂おしわれら将門」にて、 俳優・堤真一・段田安則・木村佳乃らと共演。大きな舞台を踏みながら、着実に俳優として歩み、現在に至る。

## 出演

### 舞台
- 2005年　NINAGAWA VS COCOON Vol.1『幻に心もそぞろ狂おしのわれら将門』(演出：蜷川幸雄）
- 2006年　『白夜の女騎士』（演出：蜷川幸雄）
- 2006年　『あわれ彼女は娼婦』（演出：蜷川幸雄）
- 2006年　『タンゴ〜冬の終わりに』（演出：蜷川幸雄）
- 2006年　さいたまゴールド・シアター“Pro･cess2”『鴉よ、おれたちは弾丸をこめる』 （演出：蜷川幸雄）
- 2007年　彩の国シェイクスピア・シリーズ第16弾『コリオレイナス』（演出：蜷川幸雄）
- 2007年　『エレンディラ』（演出：蜷川幸雄）
- 2008年　彩の国シェイクスピア・シリーズ第19弾『リア王』（演出：蜷川幸雄）
- 2008年　さいたまゴールド・シアター 第2回公演『95kgと97kgのあいだ』（演出：蜷川幸雄）
- 2008年　音楽劇『ガラスの仮面』（演出：蜷川幸雄）
- 2008年　『表裏源内蛙合戦』（演出：蜷川幸雄）
- 2009年　さいたまゴールド・シアター『95kgと97kgのあいだ』 （演出：蜷川幸雄）
- 2010年　彩の国シェイクスピア・シリーズ第22弾『ヘンリー六世』 （演出：蜷川幸雄）
- 2010年　『ファウストの悲劇』（演出：蜷川幸雄）
- 2010年　『こもれびの中で2010』（演出：西澤周市）
- 2010年　『Re-miniscence』（演出：薬袋一久）
- 2010年　『OASIS』（演出：松崎史也）
- 2011年　『テガミ』 （演出：薬袋一久）
- 2011年　『大江戸に降る雪』（演出：薬袋一久）
- 2011年　『たいこどんどん』（演出：蜷川幸雄）
- 2011年　『VAMPIRE HUNTER』（演出：藤本浩多郎）
- 2011年　ZERO Theater 特別公演『ZERO』（演出：月川悠貴）
- 2011年　『モダン・ホラー』（演出：富田千尋）
- 2012年　『下谷万年町物語』 （演出：蜷川幸雄）
- 2012年　『潤色：透明人間の蒸気』（演出：富田千尋）
- 2012年　『テガミ』（演出：薬袋一久）
- 2012年　『Re-miniscence』（演出：薬袋一久）
- 2013年　『魔界転生』（ 演出：吉谷光太郎 ）
- 2013年　『新・贋作水滸伝-Heroes-』（演出： 宇治川まさなり ）
- 2013年　「くるみ割り人形」（演出：宇治川まさなり）
- 2016年　ポールシフト本公演『戯曲now』/演出:日野祥太）
- 2016年　笛井事務所「冒した者」（演出:望月純吉：文学座）
- 2017年　ハッピー圏外フェスティバルvol.3「今、此処より、明るい夜をこえて」（演出:原田光規）
- 2017年　朗読劇「バイバイ、ブラックバード」（演出:近藤大介）
- 2017年　TESSIN第2回公演「ファイティングリーマン」（演出： 開沼豊）
- 2017年　スマッシュルームズ＆SR「亡骸バスツアー」（演出:中山純平）
- 2017年　第5回園田英樹演劇祭「いつか、どこかに」（演出：園田英樹）
- 2023年　カクシンハン・プロデュース 2023『シン・タイタス REBORN』（演出：木村龍之介）
- 2025年　Shake＆Speare!!Stage 宮川彬良×木村龍之介「ナツユメ」（演出：木村龍之介＠KAAT神奈川芸術劇場）

### 映画
- 『ひかりのたび』（2017年、監督：澤田サンダー）[1]
- 『カツベン!』（2019年、監督：周防正行）[1]
- 中国映画『唐人街探案3』（2021年、監督：チェン・スーチェン） - 東南アジアマフィア 役[1]
- 『ヘルドッグス』（2022年、監督：原田眞人）[1]

### テレビドラマ
- 『アンナチュラル』第2話（2018年、TBS）[1]

### 広告
- CM『八月のシンデレラナイン』「ハチナイ、しよ？」編（2021年）[4]
- 脳ドッグ「スマートスキャン」（2022年）